# Euploea grotei
Euploea grotei är en fjärilsart som beskrevs av Felder 1865. Euploea grotei ingår i släktet Euploea och familjen praktfjärilar. Inga underarter finns listade i Catalogue of Life.